# Cluster Manager
Ein Cluster Manager ist eine Software für das Management eines Computerclusters (Verbund aus mehreren Rechnern). Er steht für Verwaltungsvorgänge im Cluster zur Verfügung und automatisiert meist Vorgänge wie den Failover vom Primärsystem zum Standby-System im Fehlerfall sowie Switchover für Wartungszwecke. Als Synonym ist auch der Begriff Clusterware gebräuchlich.
Für die Erkennung eines Ausfalls eines Rechners im Cluster wird meist der sogenannte Cluster Heartbeat in Verbindung bzw. in Ergänzung mit einem Quorum verwendet, ein Signal, das über eine Netzwerkverbindung zwischen den Clusterknoten (einzelne Rechner im Cluster) ausgetauscht wird. Verstummt der Heartbeat eines Rechners, wird ein Ausfall desselben angenommen und ein Failover (eine Übernahme der Dienste wie Datenbanken, Webserver oder Application Server) eingeleitet.
Einige Cluster Manager bieten die Möglichkeit, eigene Agenten zu entwickeln. Diese Variante deckt den Fall ab, dass ein Rechner zwar verfügbar ist und sein Cluster Heartbeat weiter über das Cluster-Netzwerk gesandt wird, jedoch der Applikationsdienst (zum Beispiel ein Datenbankservice) nicht mehr zur Verfügung steht. So kann ein Cluster Agent prüfen, ob eine Datenbankverbindung möglich ist. Sofern diese nicht erfolgreich ist, kann ebenfalls mittels des Agents ein Failover initiiert werden.
Typische Cluster Manager sind
- Sun Cluster für Solaris
- Veritas Cluster Server für verschiedene Betriebssysteme wie AIX, HP-UX, Linux, Solaris und Windows
- HP Serviceguard für HP-UX
- PowerHA für AIX (ehemals HACMP)
- SteelEye Lifekeeper für Linux
- Heartbeat für Linux, FreeBSD und Solaris
- Oracle Cluster Ready Services für Linux und Windows, ab Version 10.2 auch zur Absicherung von nicht-Oracle-Diensten
- Tivoli System Automation für z/OS, AIX, Linux, Windows Server 2003
- Pacemaker, skalierbarer High-Availability Cluster Ressourcen Manager für Linux, ehemals Teil von Heartbeat
- OSL Storage Cluster für Solaris